# Christian Adolf Lenk
Christian Adolf Lenk, eigentlich Christian Adolph Lenk, (* 1. Januar oder 13. April 1801 in Zschorlau; † 8. November 1879 in Johanngeorgenstadt) war ein deutscher Diakon und evangelischer Pfarrer. Er ist Ehrenbürger von Johanngeorgenstadt.

## Leben

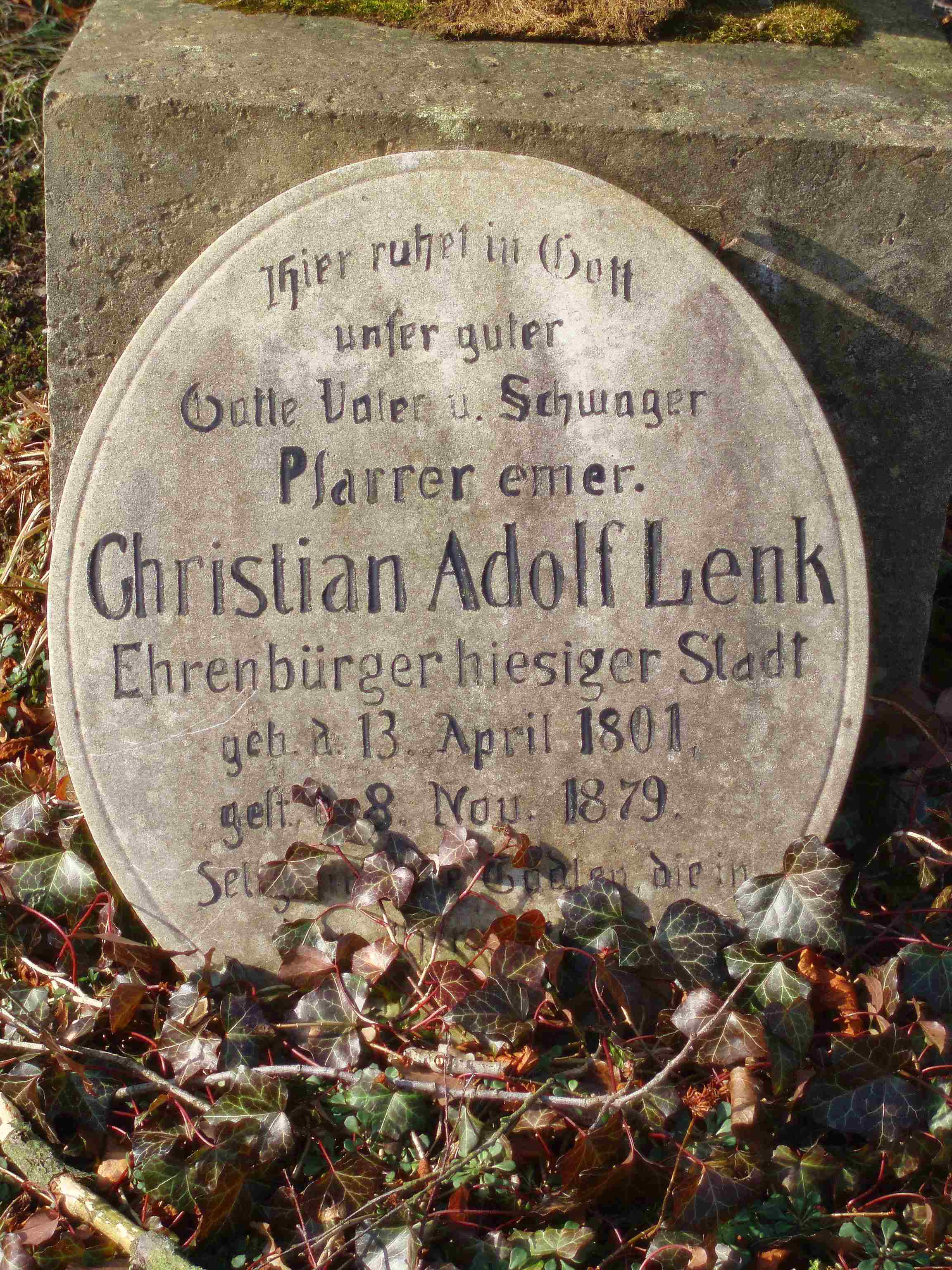
Grabmal von Christian Adolf Lenk

Lenk stammte aus dem Erzgebirgsdorf Zschorlau. 1828 wurde er zunächst Diakon und 1846 evangelischer Pfarrer von Johanngeorgenstadt.  
Im Jahr vor seiner Emeritierung erlebte Lenk am 10. August 1867 die Vernichtung seiner Wirkungsstätte durch einen verheerenden Großbrand. Er beteiligte sich aktiv am Wiederaufbau der geistlichen Gebäude, insbesondere der Stadtkirche von Johanngeorgenstadt. Am 1. Januar 1868 wurde Lenk emeritiert.
Christian Adolf Lenk starb am 8. November 1879 im Alter von 78 Jahren in Johanngeorgenstadt und wurde am 12. November 1879 auf dem dortigen Friedhof beigesetzt. Sein Grab wird noch heute erhalten.

## Verdienst
Beim großen Stadtbrand von Johanngeorgenstadt 1867, bei dem auch die Kirche und das Pfarramt abbrannten, verlor Christian Adolf Lenk alles eigene Hab und Gut, weil er sämtliche Kirchenbücher der Stadt seit 1654 aus dem Flammen rettete. Auf Grund des selbstlosen Eingreifens des Pfarrers Lenk verfügt Johanngeorgenstadt seit dem ersten Tag der Gründung dieser Stadt lückenlos über alle Kirchenbücher. Deshalb wurde Lenk 1878 zum Ehrenbürger von Johanngeorgenstadt ernannt.

## Werke
- Brand-Predigt auf der Ruinen von Johanngeorgenstadt, Annaberg 1867, urn:nbn:de:bsz:14-db-id19064098032.